# Браян Ріаскос
Хосе Браян Ріаскос Валенсія (ісп. José Brayan Riascos Valencia; нар. 10 жовтня 1994 року), відомий як Браян Ріаскос ― колумбійський футболіст, нападник китайського клубу «Циндао».

## Ігрова кар'єра
Починав кар'єру у «Корінтіансі», з яким підписав контракт у 2013 році. Для отримання ігрової практики гравець мандрував по орендам у бразильські «Фламенго-СП» та «Брагантіно». Також на правах оренди у 2014 році виступав за португальський «Трофенсе».
У 2016 році Браян повернувся до Колумбії, підписавши контракт із клубом вищої ліги «Атлетіко Уїла», за який зіграв 5 матчів, але голами не відзначився.
Наступного року переїхав до Португалії, де протягом чотирьох років виступав за «Фамалікан», «Олівейренсе» і «Насіунал».
Після вильоту останнього з Прімейра-Ліги перейшов до харківського «Металіста». Дебютував 26 липня 2021 року у матчі першого туру Першої ліги проти команди «Альянса» (Липова Долина).